# 7,7mm letecký kulomet typu 97
Kulomet typ 97 byl standardním pevně instalovaným leteckým kulometem puškové ráže užívaným letadly Japonského císařského námořnictva během druhé světové války. Nebyl nijak konstrukčně spřízněn s lehkým kulometem typ 97 užívaným ve stejném období pozemními silami Japonské císařské armády.

## Konstrukce
Typ 97 byl podobný armádnímu kulometu typ 89, který byl také licenční variantou kulometu Vickers Class E. Lišily se však použitím munice s mírně odlišnými délkami nábojnice, která nebyla vzájemně zaměnitelná.
Byl velmi vhodný pro synchronizaci, a byl užíván například jako výzbroj instalovaná nad motorovým krytem letounu A6M Zero.

## Nasazení
Typ 97 vstoupil do služby v roce 1937, a byl užíván například v letounech Nakadžima B6N, Jokosuka K5Y, Jokosuka D4Y, Aiči D3A, Aiči E16A, Kawaniši E7K, Kawaniši N1K a jeho pozemní odvozené varianty N1K-J, Micubiši J2M, Micubiši F1M2 a zejména u Micubiši A6M a jeho plovákové odvozené verze Nakadžima A6M2-N.